# Целинный (Оренбургская область)
Цели́нный — посёлок в Светлинском районе Оренбургской области России. Входит в Светлинский поссовет.

## География
Целинный расположен в 10 км западнее районного центра — посёлка Светлый, на левом берегу реки Буруктал, высота над уровнем моря 301 м. Ближайшая станция железной дороги — Платформа 180 км на тупиковой ветке Орск — Рудный Край Южно-Уральской железной дороги — в 1,5 км.

## История
Посёлок Целинный образован в 1954 году. Ранее совхоз Адамовский Адамовского района, затем Светлинского района Оренбургской области, с начала 1980-х годов — совхоз имени 60-летия СССР.
В 1962 г. указом Президиума Верховного Совета РСФСР посёлок центральной усадьбы совхоза «Адамовский» переименован в Целинный.

## Население
| 2010 | 2012 | 2013 | 2014 | 2021 |
| ---- | ---- | ---- | ---- | ---- |
| 598  | ↘579 | ↘548 | ↘509 | ↘399 |

## Инфраструктура
В посёлке работает отделение сбербанка, почта, школа. В Целинном 16 улиц.